# Marcelo Baron
Marcelo Baron Polanczyk, noto semplicemente come Baron o anche Marcelo Baron (Santa Rosa, 19 gennaio 1974), è un ex calciatore brasiliano, di ruolo attaccante.

## Biografia
Figlio di Daniel Oscar Polanczyk e Norma Baron, è sposato con Caroline e ha due figlie, Valentina e Victoria. È inoltre un appassionato di pesca.

## Caratteristiche tecniche
Eccellente nel colpire di testa, la sua statura e il suo fisico robusto gli consentivano di essere un perno del gioco; oltre che nel gioco aereo, era poi bravo nei tiri di prima ed era capace di utilizzare entrambe le gambe. Era anche molto ammirato per la sua abilità nell'arretrare a centrocampo in fase difensiva, pur essendo una punta centrale.

## Palmarès

### Club
- Campeonato Brasileiro Série C: 1

Sampaio Corrêa: 1997
- Campeonato Maranhense: 1

Sampaio Corrêa: 1997
- Coppa dell'Imperatore: 1

Shimizu S-Pulse: 2001
- Supercoppa del Giappone: 2

Shimizu S-Pulse: 2001, 2002